# مابتشي
مابتشي موتور، (بالإنجليزية: Mabuchi Motor)‏، شركة يابانية مقرها مدينة ماتسودو في محافظة تشيبا وهي الشركة الأولى في صناعة المحركات الكهربائية الصغيرة، وتستحوذ على 70% من سوق المحركات الكهربائية التي تدخل في صناعة مرايا الأبواب، وأقفال الأبواب، ومستلزمات التكييف 

## تاريخ الشركة
تأسست الشركة عام 1947

## مكاتب الشركة حول العالم
للشركة مكاتب حول العالم في كل من شانغهاي, وشينزين في الصين, وسيول في كوريا الجنوبية, وسنغافورة, وفرانكفورت في ألمانيا, و ميتشاغن الولايات المتحدة الأمريكية 